# City of God (Album)
City of God ist das dritte Soloalbum des deutschen Rappers Godsilla. Es erschien am 26. Oktober 2007 über das Independent-Label I Luv Money Records.

## Entstehung
Nachdem Godsilla im 2006 sein zweites Album Massenhysterie veröffentlicht hatte, folgte im März 2007 zunächst die Wiederveröffentlichung seines Debütalbums Übertalentiert als Premium Edition. Im Anschluss daran nahm der Berliner ein gemeinsames Album mit King Orgasmus One, welcher Besitzer des Labels I Luv Money Records ist, auf. Dieses wurde unter dem Titel Schmutzige Euros 2 veröffentlicht. Anschließend nahm Godsilla Lieder für sein drittes Soloalbum auf.

## Bedeutung des Titels
Der Titel des Albums ist an den brasilianischen Film City of God (Stadt Gottes) angelehnt. Dieser entstand 2002 und behandelt die Gewalt in den Armenvierteln von Rio de Janeiro. Auf dem Tonträger überträgt Godsilla dieses Motiv auf seine Heimatstadt Berlin. Gleichzeitig ist der Titel auch ein Wortspiel, da die Abkürzung des Namens Godsilla auch "God" ist, sodass Berlin die "City of God", also die Stadt von Godsilla ist.

## Musikalischer Stil
City of God beinhaltet diverse Lieder, die der stilistischen Richtung des Battle-Rap zuzuordnen sind. Dabei werden fiktive Gegner möglichst kunstvoll beleidigt. Ein Beispiel dafür ist das Stück Südberlin Maskulin. Des Weiteren sind auf dem Tonträger Lieder, die dem Gangster-Rap zuzuordnen sind, zu finden. So werden in etwa in Kinder der Straße die soziale Probleme einiger Berliner Bezirke aufgegriffen. Außerdem verarbeitet Godsilla sein eigenes Leben in den Texten, was sich unter anderem in melancholischen Musikstücken wie Schlaraffenland niederschlägt.

„Meine Musik besteht aus zwei Aspekten: Einmal das Roughe, Battlelastige, was du in Berlin einfach brauchst. [...] Auf der anderen Seite will ich ohne erhobenen Zeigefinger auf soziale Missstände hinweisen. [...] Ich bin in diesem Moment das Sprachrohr für diese Menschen, spreche Sachen aus, die sie sich nicht trauen zu sagen, oder einfach nicht wissen, wie sie es sagen sollen. Die Platte wird von Aggressionen, Wut, Schmerz, Kummer, aber auch Hoffnung getragen.“

## Titelliste

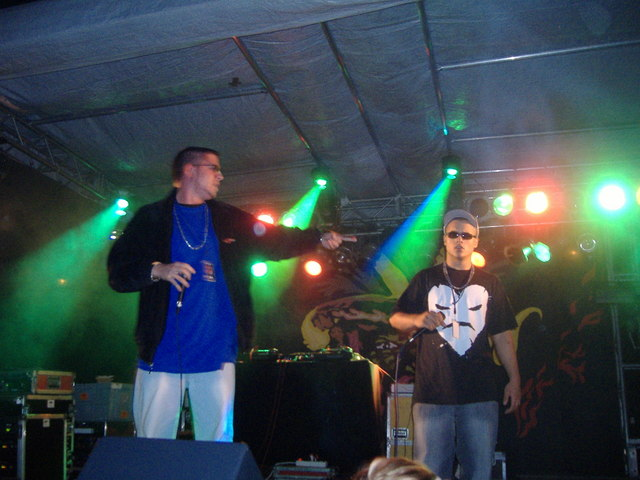
Godsilla (links) bei einem Konzert

| #  | Titel                | Gastmusiker        | Produzent                    | Länge |
| -- | -------------------- | ------------------ | ---------------------------- | ----- |
| 1  | Das Wunder vom Block |                    | Produes                      | 2:56  |
| 2  | Godsilla             |                    | Djorkaeff                    | 2:45  |
| 3  | City of God          |                    | Montana Beats                | 3:31  |
| 4  | Ruf die Bullen       | Bass Sultan Hengzt | Brisk Fingaz und Produes     | 4:03  |
| 5  | Schlaraffenland      |                    | Produes                      | 4:12  |
| 6  | Pass auf dich auf    | JokA               | Djorkaeff                    | 3:49  |
| 7  | Bis zum letzten Tag  |                    | Djorkaeff                    | 3:00  |
| 8  | Loyalität            |                    | DJ Ilan und Steve van Velvet | 4:06  |
| 9  | Niemals              | Bass Sultan Hengzt | Djorkaeff                    | 3:17  |
| 10 | Deine Tränen         |                    | Djorkaeff                    | 3:31  |
| 11 | Albträume            | Amir               | Djorkaeff und Marius Mahn    | 3:04  |
| 12 | Kinder der Strasse   | Asek               | Djorkaeff                    | 3:27  |
| 13 | Südberlin Maskulin   | Frank White        | Djorkaeff                    | 3:36  |
| 14 | Gift und Galle       | Alpa Gun & Snaga   | Montana Beats                | 3:03  |
| 15 | Blockchef            |                    | Djorkaeff                    | 3:21  |
| 16 | Ich vermiss dich     | Bintia             | Djorkaeff                    | 3:23  |
| 17 | Viel zu wenig        | Sera Finale        | Djorkaeff und KD-Supier      | 3:32  |
| 18 | Es ist hart          |                    | Djorkaeff                    | 3:09  |
| 19 | Outro                |                    | Emonix                       | 2:37  |

## Produktion
An der Produktion von City of God waren die Hip-Hop-Musiker Produes, Djorkaeff, Montana Beats, Brisk Fingaz, KD-Supier und DJ Ilan beteiligt. Djorkaeff tritt dabei als Hauptproduzent auf. Dieser hat die Lieder Godsilla, Pass auf dich auf, Bis zum letzten Tag, Niemals, Deine Tränen, Albträume, Kinder der Straße, Südberlin Maskulin, Blockchef, Ich vermiss dich, Viel zu wenig, Es ist hart und Outro produziert. KD-Supier war an der Entstehung des Stücks Viel zu wenig beteiligt. Eine Produktion wurde von DJ Ilan beigesteuert. Das dazugehörige Lied ist Loyalität. Produes ist für die Beats der Musikstücke Das Wunder vom Block und Schlaraffenland verantwortlich. Der Beat zu Ruf die Bullen wurde von Brisk Fingaz beigesteuert. Außerdem hat Montana Beats die Lieder City of God und Gift und Galle produziert.

## Gastbeiträge

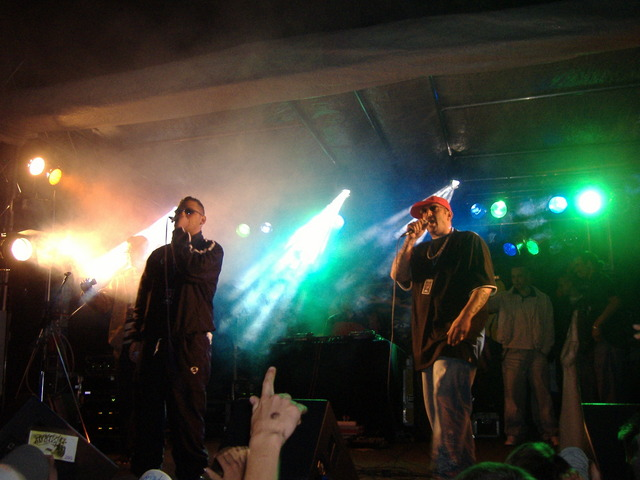
Bass Sultan Hengzt (links) mit Rapper MOK

City of God enthält eine Reihe musikalischer Gastbeiträge von anderen Rappern. So ist der Berliner Bass Sultan Hengzt an zwei Liedern beteiligt. Als Vertreter des Labels I Luv Money Records treten die Rapper JokA, Amir und Sera Finale auf. Des Weiteren ist auf City of God die erste Zusammenarbeit Godsillas mit dem bei Aggro Berlin unter Vertrag stehenden Rapper Fler zu hören. Mit diesem nahm Godsilla das Stück Südberlin Maskulin auf. Auf diesem tritt Fler unter seinem Alter Ego Frank White auf. Nach der Veröffentlichung von City of God intensivierten die beiden Rapper ihre Zusammenarbeit, sodass Godsilla auf dem im Januar 2008 erschienenen Album Fremd im eigenen Land von Fler an fünf Stücken beteiligt ist.

„Flers alte Sachen haben mich […] schon früh geprägt. Ich habe früher das Carlo Cokxxx Nutten-Tape gefeiert und wollte, dass Fler auf unserem gemeinsamen Track wieder diese Schiene fährt. Ich bin dankbar, dass er auf meinem Album vertreten ist und ich auf seinem.“

Das Stück Ich vermiss dich entstand unter der Beteiligung der Sängerin Bintia. Außerdem nahm Godsilla das Lied Kinder der Strasse mit Asek auf. Des Weiteren sind auf dem Musikstück Gift und Galle der bei Sektenmuzik unter Vertrag stehende Hip-Hop-Musiker Alpa Gun sowie der Rapper Snaga zu hören.

„Snaga feiere ich seit seinem ersten Tape. Er hat gute Punchlines, eine herausragende Stimme, und seine ganze Delivery ist hervorragend. Deshalb habe ich ihn nach einem Feature gefragt, und er hatte Bock auf eine Zusammenarbeit.“

## Illustration
Das Cover des Albums zeigt den Rapper Godsilla. Dieser nimmt den Großteil des Bildes ein. Godsilla trägt auf dem Foto eine Sonnenbrille und richtet seinen Blick nach unten. Neben dem Gesicht ist auf dem Cover die linke Schulter und ein Teil der Brust des Rappers erkennbar.

## Vermarktung
Zu zwei Liedern des Albums City of God wurden Videos gedreht. Das erste entstand zu dem Stück City of God. Dieses wurde unter der Regie von DME Media gedreht. Der Clip zu City of God ist komplett schwarz/weiß und enthält Aufnahmen verschiedener Berliner Wahrzeichen wie die Siegessäule und das Brandenburger Tor. Als musikalische Gäste treten in dem Video die Hip-Hop-Musiker Montana Beats und Fler auf.
Ein zweites Video entstand zu dem Stück Kinder der Straße. In dem Video sind Aufnahmen von Godsilla und Asek, welcher zur Entstehungszeit bei MOKs Label Yo!Musix unter Vertrag stand, vor verschiedener Berliner Kulissen zu sehen.

## Kritik
| Professionelle Bewertungen | Professionelle Bewertungen |
| -------------------------- | -------------------------- |
| Kritiken                   |                            |
| Quelle                     | Bewertung                  |
| Juice                      | [ 7 ]                      |
| Backspin                   | [ 8 ]                      |

Die Kritiken zu City of God fielen positiv aus. Das deutsche Hip-Hop-Magazin Juice bewertete das Album mit vier von möglichen sechs „Kronen“. Dabei weist die Redaktion darauf hin, dass Godsillas Talent „unbestritten“ ist. Die auf dem Tonträger zu hörenden Beats bieten, laut der Juice, jedoch „wenig Abwechslung“. Dennoch wird City of God als „Messlatte für alle Monde, die demnächst in irgendwelche Ghettos zu krachen gedenken“ bezeichnet.

„Das gesamte und geballte Arsenal der bewährten Bordsteinterminologie zwischen getickten Kilos und gefickten Kecks. Und natürlich diese simple, dabei aber extrem atmosphärische Delivery, die selbst glatte Nonsense-Zeilen wie „Reich mir das Zepter, ich bin Godsilla Che Guevara“ oder „Ich hab' das Game längst studiert wie ein Architekt“ zu kleinen Manifesten machen kann - kein Wunder, dass viele in Godsilla eine Reinkarnation des frühen Bushido zu erkennen glauben. [...] Besonders deutlich werden seine Stärken dabei auf den zahlreichen Kollabotracks. Neben der mächtigen Aso-Intonation des Orgi-Zöglings und BMW-Mitgliedes schmieren sowohl Bass Sultan Hengzt Singsanghooks [...] als auch Aseks Kriegerrhetorik gnadenlos ab. Ja, selbst Snaga und Alpa Gun werden hart gemurkt. [...] Einzig Fler [...] und Labelkollege Sera Finale [...] wissen der Urgewalt von Godsilla grobmotorischem Flow adäquat zu begegnen.“

Die deutsche Hip-Hop-Zeitschrift Backspin vergab City of God 3,5 von möglichen 5 Wertungspunkten. Positiv hervorgehoben werden in der Rezension „die melancholisch und düster daherkommenden Beats“, die mit den Texten des Rappers harmonieren.

„Der Tempelhofer unterstreicht mit dieser CD, dass er von der Rap-Karte nicht mehr wegzudenken ist und dass er sich stetig weiterentwickelt. Denn neben den gewohnt harten Songs von Godsilla, den prolligen Representern und aggressiven Battle-Raps, die er auch dieses Mal wieder zum Besten gibt, lässt er auch tief in sein Gefühlsleben blicken. Unter den 19 Tracks sind nämlich einige Songs, in denen der Süd-Berliner eher ruhige Töne anstimmt und überraschend offen und ehrlich über seine menschliche Seite, gesellschaftskritische Aspekte sowie über seine Beziehungen zu Frauen rappt. [...] Bei solchem Abwechslungsreichtum wird man ermuntert, diesen Langspieler gleich mehrmals durchzuhören. [...] Man kann durchaus sagen, dass Silla The Killa sich von Album zu Album verbessert, die Fähigkeit über Emotionales zu rappen, sticht bei „City Of God“ besonders hervor. Dadurch erscheint er nicht softer, aber reifer, die Songs wirken somit noch glaubwürdiger, einfach besser.“

Die Internetseite Rap.de bezeichnet Godsillas Album als „durchweg gutes Album“. Aus der Sicht der Redaktion repräsentiert City of God gut den Berliner Rap. Die Beats werden ebenfalls positiv hervorgehoben. Außerdem attestieren die Redakteure dem Rapper Vielseitigkeit.